# Chan Vathanaka
Chan Vathanaka (Kampot, 23 januari 1994) is een Cambodjaans voetballer die als aanvaller speelt bij Boeung Ket Angkor FC.

## Interlandcarrière
Vathanaka debuteerde in 2013 in het Cambodjaans nationaal elftal en speelde 45 interlands. Hij is met 16 treffers topscorer aller tijden.